# Komarovo
Komarovo (en rus: Комарово) és un poble de la república de Txetxènia, a Rússia, segons el cens del 2022 tenia 1.387 habitants.